# César Sousa
César Fernando Simões de Sousa (Lisboa, Portugal; 20 de mayo de 2000) es un futbolista angoleño nacido en Portugal. Juega de centrocampista y su equipo actual es el Atlético CP de la Terceira Liga de Portugal. Es internacional absoluto por la selección de Angola desde 2021.

## Trayectoria
Sousa comenzó su carrera en el B-SAD, siendo promovido al primer equipo en 2021. Debutó en la Primeira Liga el 11 de abril ante el SC Braga. Fue desvinculado del club al término de la temporada, y en enero de 2023 fichó en el .
En junio de 2023, Sousa firmó en el .

## Selección nacional
Nacido en Portugal de origen angoleño, Sousa debutó en la selección de Angola el 11 de octubre de 2021 ante Gabón por las eliminatorias mundialistas.

## Estadísticas
Actualizado al último partido disputado el 3 de septiembre de 2023.
| Club                  | Div.          | Temporada     | Liga  | Liga  | Copas nacionales | Copas nacionales | Copas internacionales | Copas internacionales | Total | Total |
| Club                  | Div.          | Temporada     | Part. | Goles | Part.            | Goles            | Part.                 | Goles                 | Part. | Goles |
| --------------------- | ------------- | ------------- | ----- | ----- | ---------------- | ---------------- | --------------------- | --------------------- | ----- | ----- |
| Belenenses Portugal   | 1.ª           | 2020-21       | 1     | 0     | 0                | 0                | —                     | —                     | 1     | 0     |
| Belenenses Portugal   | 1.ª           | 2021-22       | 11    | 0     | 1                | 0                | —                     | —                     | 12    | 0     |
| Belenenses Portugal   | 2.ª           | 2022-23       | 1     | 0     | 2                | 0                | —                     | —                     | 3     | 0     |
| Belenenses Portugal   | Total club    | Total club    | 13    | 0     | 3                | 0                | 0                     | 0                     | 16    | 0     |
| Amora FC Portugal     | 3.ª           | 2022-23       | 8     | 0     | —                | —                | —                     | —                     | 8     | 0     |
| Amora FC Portugal     | Total club    | Total club    | 8     | 0     | 0                | 0                | 0                     | 0                     | 8     | 0     |
| Antequera CF · España | 3.ª           | 2023-24       | 2     | 0     | —                | —                | —                     | —                     | 2     | 0     |
| Antequera CF · España | Total club    | Total club    | 2     | 0     | 0                | 0                | 0                     | 0                     | 2     | 0     |
| Total carrera         | Total carrera | Total carrera | 23    | 0     | 3                | 0                | 0                     | 0                     | 26    | 0     |